# Gérard Tonnel

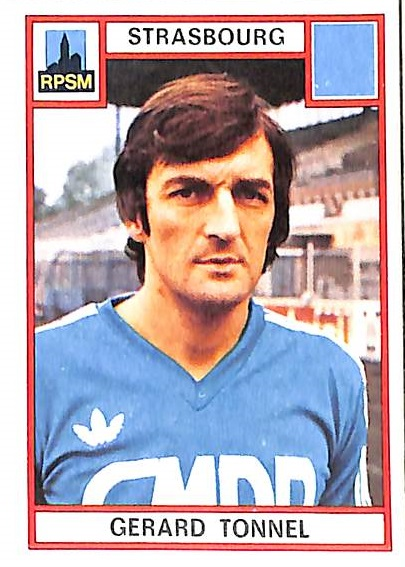
Saison 1975 -1976

Gérard Tonnel est un footballeur français, né le 22 septembre 1947 à Albert, dans le département de la Somme et mort le 9 novembre 2016 à Contamine-sur-Arve (Haute-Savoie). Il évolue au poste d'avant-centre de la fin des années 1960 à la fin des années 1970.
Il fait ses débuts professionnels à l'Union Athlétique Sedan Torcy et évolue ensuite à l'AC Mouzon, à Troyes AF, au RC Strasbourg et au Stade rennais. Il termine sa carrière au CO Châlons-sur-Marne.

## Biographie
Gérard Tonnel commence le football à l'Albert sports football à l'âge de 12 ans. En 1965, après quelques essais avec Amiens SC, il signe un contrat amateur à l'Union Athlétique Sedan Torcy rebaptisé Racing Club Paris Sedan à la suite de la fusion avec le club parisien. Il fait ses débuts en Division 1 le 9 octobre 1966 lors d'un déplacement au Lille OSC qui se conclut sur match nul deux buts partout.
Après onze matchs avec les Sedanais, il quitte le club en décembre 1968 et abandonne le football pendant six mois devenant employé des usines Sommer à Mouzon. Il rejoint, en 1969, le club amateur de l'AC Mouzon qui évolue en Division d'honneur du Nord-Est. Le club remporte le titre régional en fin de saison grâce notamment aux 44 buts inscrits par Tonnel. Promu en championnat de France de Division 3, l'AC Mouzon termine premier du groupe Nord-Est et rejoint alors la Division 2. Très bon de la tête et pouvant tirer des deux pieds, il inscrit lors de cette saison vingt buts. Il est alors sélectionné en équipe de France amateur et dispute tous les matchs de la saison 1970-1971. Avec l'équipe de France amateurs, il inscrit le premier but d'un joueur français dans le nouveau Parc des Princes dans un match qualificatif pour les Jeux olympiques 1972 face à l'URSS, rencontre perdue sur le score de trois buts à un,. En Division 2, il inscrit quinze buts mais le club, quatorzième du groupe A, est relégué en Division 3. 
Il est recruté, en 1972, par le Troyes AF, autre club de Division 2. Le TAF termine premier du groupe B et retrouve, seize ans après, la Division 1. Ce retour au plus haut niveau doit beaucoup à Gérard Tonnel qui termine meilleur buteur du championnat avec 31 buts marqués sur les 71 inscrits par l'équipe. Les Troyens s'inclinent ensuite, quatre buts à trois sur les deux matchs, dans le match des champions face au RC Lens. Il est alors surnommé « Casque d'or » par ses coéquipiers car, « il marquait beaucoup de but de la tête. Il mettait sa tête où beaucoup n’auraient pas mis le pied ». Pour ses performances, sous les couleurs de l'AC Mouzon et du Troyes AF, il est élu, par France Football, en fin d'année 1972, joueur amateur de l'année. En Division 1, les Troyens terminent à la 17e place et premier non relégable grâce à une meilleure différence de but avec l'AS Nancy-Lorraine. Tonnel termine la saison au cinquième rang des buteurs du championnat avec 21 buts inscrits.
Il est alors appelé par Ştefan Kovács, sélectionneur de l'équipe de France, en équipe de France B et dispute, le 24 mars 1974, un match amical face au Luxembourg remporté trois buts à un. En début de saison suivante, Le 7 septembre 1974, Ştefan Kovács le retient en équipe de France qui affronte la Pologne en match amical. Il n'entre cependant pas en jeu lors de cette rencontre qui se termine par la défaite des Français sur le score de deux buts à zéro. C'est sa seule apparition en équipe nationale.
En 1974-1975, Gérard Tonnel inscrit dix-sept buts en trente-huit rencontres et termine quatrième meilleur buteur du championnat. Il est alors recruté par le RC Strasbourg où il signe un contrat de trois ans. Il ne marque que six buts lors de cette saison qui voit les Strasbourgeois relégués en Division 2 après leur 19e place. Il rejoint alors le Stade rennais qui cherche un remplaçant à Laurent Pokou. Il ne retrouve pas son efficacité troyenne et, en fin de saison, connaît de nouveau la relégation avec le club rennais. Le Stade rennais est alors en proie à de graves difficultés financières et, en janvier 1978, il est licencié économiquement par le club en même temps que l'entraîneur Claude Dubaële et le directeur sportif Antoine Cuissard et devient ainsi le premier footballeur français au chômage,.
Après six mois sans activité, il rejoint le Stade de Reims mais ne dispute que des rencontres de Coupe de France. Il termine sa carrière au CO Châlons en Division 3 et inscrit dix buts en 1980. Il met alors fin à sa carrière de joueur et exerce la fonction d'entraîneur du club Chalonnais pour la saison 1980-1981. Le CO Châlons termine dernier de son groupe avec seulement six points marqués et il quitte alors ses fonctions d'entraîneur. Il joue ensuite et entraîne le club amateur du CA Germaine dans la Marne,
Il meurt le 9 novembre 2016 d'une crise cardiaque et des conséquences de sa maladie, une Sclérose latérale amyotrophique, à l’hôpital de Megève.

## Palmarès
Gérard Tonnel dispute 140 matches pour 51 buts marqués en Division 1 et 71 rencontres pour 47 buts inscrits en Division 2. Champion de Division d'honneur du Nord-Est en 1970 avec l'AC Mouzon, il remporte l'année suivante le titre de champion de France de Division 3 (groupe Est) avec le club. Avec le Troyes AF, il termine vice-champion de France de Division 2 en 1973.
Il termine meilleur buteur du championnat de France de division 2 en 1973 avec 34 buts inscrits sous les couleurs du Troyes AF.  Meilleur buteur de l'histoire de l'Espérance Sportive Troyes Aube Champagne en Division 1, à égalité avec Cheik Diallo, il est international amateur, 7 sélections, et espoirs, 1 sélection. Il est nommé joueur de l'année de division 2 en 1972 par France Football.

## Statistiques
Le tableau ci-dessous résume les statistiques en match officiel de Gérard Tonnel durant sa carrière de joueur professionnel,,.  
| Saison               | Club           | Pays   | Championnat        | Championnat    | Championnat    | Coupes nationales | Coupes nationales |
| Saison               | Club           | Pays   | Division           | Matchs         | Buts           | Matchs            | Buts              |
| -------------------- | -------------- | ------ | ------------------ | -------------- | -------------- | ----------------- | ----------------- |
| 1966 - 1967          | RC Paris-Sedan | France | Division 1         | 2              | 1              | -                 | -                 |
| 1967 - 1968          | RC Paris-Sedan | France | Division 1         | 9              | 1              | -                 | -                 |
| 1968 décembre→       | RC Paris-Sedan | France | Division 1         | -              | -              | -                 | -                 |
| 1969 - 1970          | AC Mouzon      | France | division d'honneur | saison amateur | saison amateur | saison amateur    | saison amateur    |
| 1970 - 1971          | AC Mouzon      | France | Division 3         | saison amateur | saison amateur | saison amateur    | saison amateur    |
| 1971 - 1972          | AC Mouzon      | France | Division 2         | 28             | 15             | -                 | -                 |
| 1972 - 1973          | Troyes AF      | France | Division 2         | 34             | 31             | 2                 | 1                 |
| 1973 - 1974          | Troyes AF      | France | Division 1         | 37             | 21             | 3                 | 1                 |
| 1974 - 1975          | Troyes AF      | France | Division 1         | 36             | 17             | 5                 | 2                 |
| 1975 - 1976          | RC Strasbourg  | France | Division 1         | 31             | 6              | -                 | -                 |
| 1976 - 1977          | Stade rennais  | France | Division 1         | 25             | 5              | 2                 | 0                 |
| 1977 - 1978 janvier→ | Stade rennais  | France | Division 2         | 9              | 1              | 2                 | 2                 |
| 1978 - 1979          | Stade de Reims | France | Division 1         | -              | -              | 5                 | 4                 |
| 1979 - 1980          | CO Châlons     | France | Division 3         | saison amateur | saison amateur | saison amateur    | saison amateur    |